# Бородіна Ольга Володимирівна
Ольга Бородіна (рос. Ольга Владимировна Бородина; нар. 29 липня 1963, Ленінград, СРСР) — російська оперна співачка (мецо-сопрано). Закінчила Ленінградську консерваторію.